# 오부치 게이조
오부치 게이조(일본어: 小渕 恵三, 1937년 6월 25일 ~ 2000년 5월 14일)는 일본의 자유민주당 정치인으로 1998년부터 2000년까지 제84대 내각총리대신을 지냈다. 1989년에 새로운 연호 '헤이세이(平成)'을 발표하고 간판을 든 인물이기도 하다. 
오부치는 1963년 중의원을 선출되었으며 당시 일본 역사상 최연소 입법자였다.  그는 자신의 의석으로 12번이나 재선되었다.  오부치는 자유민주당에서 주요 인물이 되었다.  그는 내각관방장관과 외무대신을 포함하여 중요한 역할들을 보유하였다.  1998년 총리가 되었고 총리로서 그의 세월은 일본의 경제에 도움을 주는 것에 전념하였다.  오부치는 2000년 혼수상태에 빠져 얼마 안되어 사망하였다.

## 초기 생애와 교육
군마현 나카노조정에서 태어났으며 그의 부친은 일본 국회에서 정치인이었다.  13세때 오부치는 중학교를 위하여 도쿄로 이주하였으며 자신의 일생의 나머지 동안 거기서 살았다. 
1958년 오부치는 와세다 대학에서 영문학을 전공하였으며 작가가 되기를 희망하였다.  하지만 동년에 부친이 사망하자 오부치는 그러고나서 부친의 발자취를 따라 정치인이 되기로 결정하였다.  1962년 영문학에서 자신의 학위를 딴 후, 정치학을 수학하였다.
1963년 1월과 9월 사이에 오부치는 전 세계를 여행하였다.  그는 38개국을 방문하였고 돈을 버는 데 삯일을 택하였다.  그는 설겆이, 아이키도 강사와 텔레비전 카메라 어시스턴트로 일했다.  미국에서 그는 당시 법무장관 로버트 F. 케네디를 만났다.

## 정치 경력

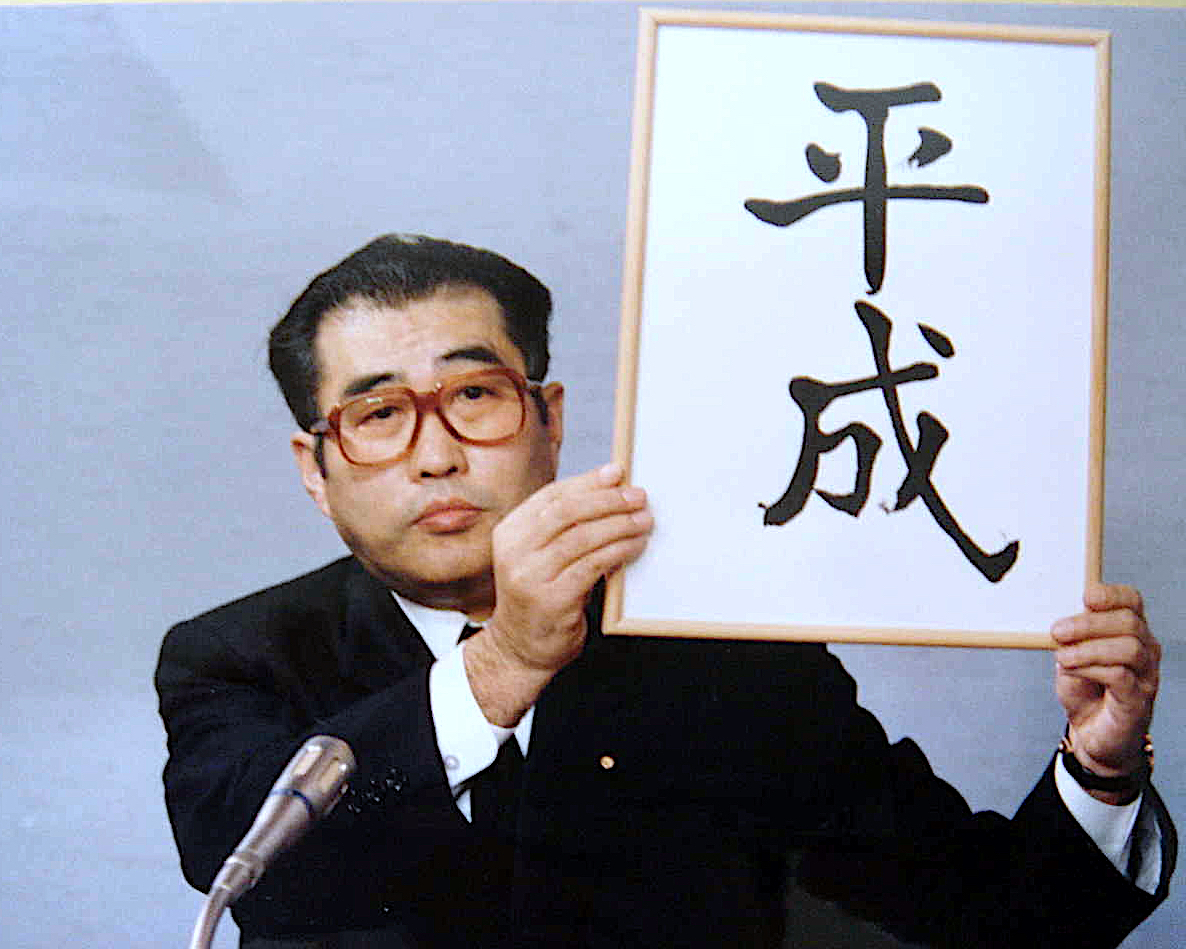
새로운 시대 이름 헤이세이를 발표하는 데 기자 회견에 참석한 오부치 (1989년 1월 7일)

자신의 여행 후, 오부치는 중의원을 위하여 출마하였다.  1963년 11월 겨우 26세의 나이에 선출되었다.  이것은 일본 역사상 그를 최연소 입법자로 만들었다.  그는 일본 국회에서 지낸 동안 와세다 대학에서 자신의 전공을 지속하였다.
1979년 오부치는 자신의 첫 내각 직업을 얻었다.  그는 총리실장이 되었다.  그는 또한 오키나와 개발청을 지도하기도 했다.  그는 8년의 세월 동안 이 역할들을 보유하였다.  1987년 그는 내각관방장관이 되었다.
2년 후, 1989년 오부치는 쇼와 천황의 사망을 공고하였다.  내각관방장관으로서 새로운 천황 아키히토를 위하여 그는 새로운 시대 이름 "헤이세이"를 발표하였다.  이 때문에 국민들은 그에게 "헤이세이 오지산" (헤이세이 삼촌)이라고 별명을 붙였다.
1991년 오부치는 자유민주당의 간사장이 되었으며 3년 후에 부총재가 되었다.  1997년 하시모토 류타로 총리는 오부치를 외무대신으로 만들었다.  이 역할에서 그는 한국의 통일에 관한 러시아와 회담과 논의들에 일했다. 

### 총리가 되면서

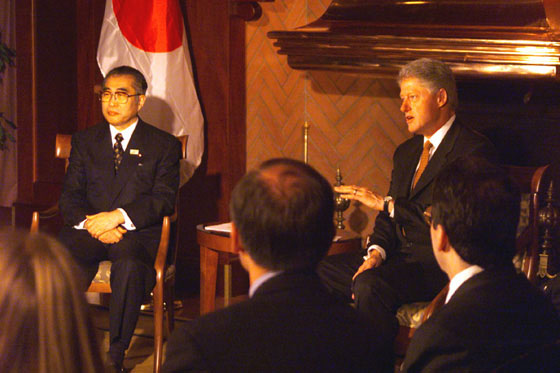
빌 클린턴 대통령과 함께 (1999년 6월 18일)

1998년 하시모토 류타로가 자유민주당 총재로서 사임하였다.  이것은 당이 참의원에서 다수를 잃은 후에 일어났다.  그를 대체하는 데 오부치가 선택되었다.  일본헌법은 만약 국회의 두 부분이 총리에 동의하지 못한다면 중의원의 선개이 이긴다고 언급한다.  자유민주당에 중의원에서 큰 다수를 가졌던 이래 오부치는 7월 30일 총리가 되었다.
총리로서 자신의 세월 동안 오부치는 2개의 주요 목적에 전념하였다.  그는 러시아와 강화 조약을 맺기를 원했으며 또한 "버블 붕괴"로부터 일본의 경제 회복을 돕는 것을 원하기도 했다.  경제를 활성화하는 데 그는 공공 지출을 늘리고 소득세를 낮추었다.  그의 정부는 수백만명의 시민들에게 쇼핑 쿠폰들 
마저 주었다.

## 이후의 세월과 사망
2000년 4월 1일 오부치는 심각한 뇌졸중을 겪었다.  그는 총리로 지냈던 동안 혼수상태에 빠졌다.  그것은 그가 회복하지 않을 것으로 되었다.  4월 5일 모리 요시로가 그를 총리로서 대체하였다.  5월 14일 오부치는 62세의 나이로 사망하였다.  6월 8일 그를 위하여 국장이 열리면서 코피 아난 유엔 사무총장과 빌 클린턴 미국 대통령을 포함한 세계로부터 중요한 인물들이 참석하였다.

## 개인적 흥미들
1967년 오부치는 오노 지즈코에게 결혼하였다.  부부는 슬하 1남 2녀를 두었다.  그들의 막내딸 오부치 유코는 이후에 정치인이 되었으며 부친의 전 국회 의석으로 선출되었고, 2014년 9월 3일부터 10월 21일까지 아베 신조 아래 경제산업대신을 지냈다.
오부치는 역사적 소설가 시바 류타로의 작품들을 즐겼다.  그는 특히 일본 역사상 주요 인물 사카모토 료마를 존경하였다.  오부치는 또한 독특한 취미를 가졌는 데 불럭을 수집하는 사람이었다.  그는 소띠의 해에 태어났다.  그는 1963년 국회로 선출된 후 자신의 수집을 시작하였다.  세월 동안 그의 수집은 수천 마리로 늘어났다.  그는 또한 아이키도와 골프를 즐겼다. 

## 역대 선거 결과
|  | 26.2% |

|  | 21.5% |

|  | 29.4% |

|  | 24.3% |

|  | 13.8% |

|  | 23.7% |

|  | 23.8% |

|  | 30.1% |

|  | 28.1% |

|  | 19.9% |

|  | 16.4% |

|  | 70.7% |

## 같이 보기
- 오부치 내각
- 오부치 내각 제1차 개조내각
- 오부치 내각 제2차 개조내각
- 다케시타 노보루
- 헤이세이 시대